# Albach (Fernwald)
Albach ist ein Ortsteil der Gemeinde Fernwald im mittelhessischen Landkreis Gießen.

## Geographie und Verkehr
Der Ort liegt etwa 10 km östlich von Gießen und 60 km nördlich von Frankfurt am Main zwischen den Gießener und Licher Wäldern. Nahegelegene Ortschaften sind Fernwald-Steinbach, die Stadt Lich sowie Oppenrod (Gem. Buseck) und Burkhardsfelden (Gem. Reiskirchen).
Albach liegt östlich der Bundesautobahn 5. Durch das Dorf führt die Landesstraße 3129. Die Bundesstraße 457 (Gießen-Nidda) verläuft südlich des Ortes.

## Ortsgeschichte

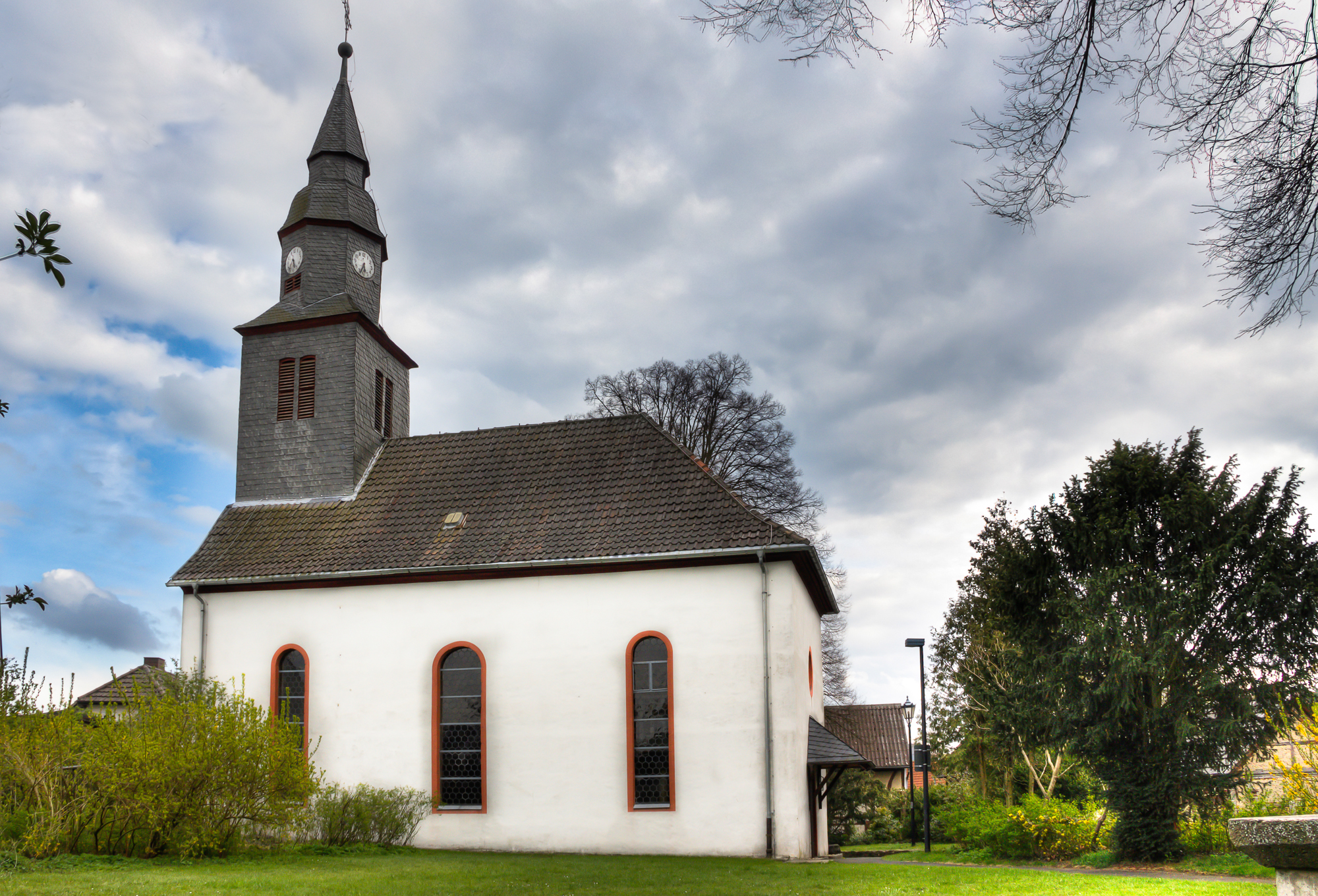
Albacher Kirche von 1774

### Mittelalter
Die Ersterwähnung von Albach erfolgte im Jahr 1239 in einer Urkunde des Klosters Arnsburg „de Alpach“ (von Alpach).
Auch die zweite urkundliche Erwähnung des Ortes differenziert nicht in Ober- oder Nieder-Albach. 1279 heißt es:„in Albach“. Erst 1280 spricht eine Urkunde von „sitam in Albbach superiori“, (gelegen in Ober-Albach). Der Ortsname wurde korrigiert nach dem Original im Archiv Lich. Ein Kopiar aus dem 16. Jahrhundert belegt den Eintrag „... extra villam Niedern Alpach.“ (Außerhalb des Dorfes Nieder-Albach). Hier wird für Nieder-Albach die Siedlungsform Dorf angegeben. Ein weiteres Kopiar aus der Zeit zwischen 1400 und 1425 belegt für etwa 1300: „Altpach“. 1387 heißt es in einer Arnsburger Urkunde „gen Abern Alpach“.
Die Namensforschung deutet den Ortsnamen als eine Zusammensetzung zwischen einem Gewässer- und möglicherweise einem Fischnamen, was aber umstritten ist.
Die Albacher Höfe fanden sich später im Besitz der Familien von Trohe und von Buseck und Albach war Teil des Busecker Tales.

### Neuzeit
Die Statistisch-topographisch-historische Beschreibung des Großherzogthums Hessen berichtet 1830 über Albach:

„Albach (L. Bez. Giessen) evangel. Filialdorf; liegt 1 1⁄2 St. von Giessen, gehört dem Freiherrn von Buseck, hat 60 Häuser und 285 Einw., die bis auf 1 Kath. evangelisch sind- – Noch im 15. Jahrhundert gehörte Albach zur Kirche in Winnerod. Im Jahr 1827 hat die Freiherrl. Familie von Buseck die ihr im Dorfe zustehende Patrimonialgerichtsbarkeit an den Staat abgetreten.“

Die Evangelische Kirche Albach wurde 1774 erbaut. In ihr befindet sich eine Orgel aus dem Jahre 1863. Bereits 1271 wird eine Kirche für Nieder-Albach erwähnt und 1332 eine Kirche für Ober-Albach.
In den Jahren 1964 bis 1987 befand sich nordöstlich des Ortes der Abschussbereich einer Flugabwehrstellung der Bundeswehr, deren Raketen im Ernstfall mit taktischen US-Atomsprengköpfen bestückt worden wären. Heute befindet sich auf dem Gelände ein Solarpark.
Im Zuge der Gebietsreform in Hessen schloss sich die Gemeinde Albach am 31. Dezember 1971 freiwillig mit den Gemeinden Annerod und Steinbach zur Gemeinde Fernwald zusammen.

### Verwaltungsgeschichte im Überblick
Die folgende Liste zeigt die Staaten und Verwaltungseinheiten, denen Albach angehört(e):

- 1508 und später: Heiliges Römisches Reich, Gericht Busecker Tal (Ganerbschaft des „Busecker Tals“ der Freiherren zu Buseck)
- vor 1567: Heiliges Römisches Reich, Landgrafschaft Hessen, Gericht Busecker Tal
- ab 1567: Heiliges Römisches Reich, Landgrafschaft Hessen-Marburg, Gericht Busecker Tal (die gerichtlichen Auseinandersetzungen um die Landeshoheit endeten erst 1726)
- 1604–1648: Heiliges Römisches Reich, strittig zwischen Landgrafschaft Hessen-Darmstadt und Landgrafschaft Hessen-Kassel (Hessenkrieg)
- ab 1604: Heiliges Römisches Reich, Landgrafschaft Hessen-Darmstadt, Oberfürstentum Hessen, Oberamt Gießen (ab 1789), Gericht Busecker Tal[17]
- ab 1806: Großherzogtum Hessen,[Anm. 2] Fürstentum Ober-Hessen, Landamt Gießen, Gericht Busecker Tal[18][19]
- ab 1815: Großherzogtum Hessen[Anm. 3], Provinz Oberhessen, Landamt Gießen, Gericht Busecker Tal
- ab 1821: Großherzogtum Hessen, Provinz Oberhessen, Landratsbezirk Gießen[Anm. 4]
- ab 1832: Großherzogtum Hessen, Provinz Oberhessen, Kreis Grünberg
- ab 1837: Großherzogtum Hessen, Provinz Oberhessen, Kreis Gießen
- ab 1848: Großherzogtum Hessen, Regierungsbezirk Gießen
- ab 1852: Großherzogtum Hessen, Provinz Oberhessen, Kreis Gießen
- ab 1867: Norddeutscher Bund,[Anm. 5] Großherzogtum Hessen, Provinz Oberhessen, Kreis Gießen
- ab 1871: Deutsches Reich, Großherzogtum Hessen, Provinz Oberhessen, Kreis Gießen
- ab 1918: Deutsches Reich (Weimarer Republik), Volksstaat Hessen, Provinz Oberhessen, Kreis Gießen
- ab 1938: Deutsches Reich, Volksstaat Hessen, Provinz Oberhessen, Landkreis Gießen[20][Anm. 6]
- ab 1945: Amerikanische Besatzungszone,[Anm. 7] Groß-Hessen, Regierungsbezirk Darmstadt, Landkreis Gießen
- ab 1946: Amerikanische Besatzungszone, Hessen, Regierungsbezirk Darmstadt, Landkreis Gießen
- ab 1949: Bundesrepublik Deutschland, Hessen, Regierungsbezirk Darmstadt, Landkreis Gießen
- ab 1972: Bundesrepublik Deutschland, Hessen, Regierungsbezirk Darmstadt, Landkreis Gießen, Gemeinde Fernwald
- ab 1977: Bundesrepublik Deutschland, Hessen, Regierungsbezirk Darmstadt, Lahn-Dill-Kreis, Gemeinde Fernwald
- ab 1979: Bundesrepublik Deutschland, Hessen, Regierungsbezirk Darmstadt, Landkreis Gießen, Gemeinde Fernwald
- ab 1981: Bundesrepublik Deutschland, Hessen, Regierungsbezirk Gießen, Landkreis Gießen, Gemeinde Fernwald

### Gerichte seit 1803
In der Landgrafschaft Hessen-Darmstadt wurde mit Ausführungsverordnung vom 9. Dezember 1803 das Gerichtswesen neu organisiert. Für die Provinz Oberhessen wurde das „Hofgericht Gießen“ eingerichtet. Es war für normale bürgerliche Streitsachen Gericht der zweiten Instanz, für standesherrliche Familienrechtssachen und Kriminalfälle die erste Instanz. Übergeordnet war das Oberappellationsgericht Darmstadt. Die Rechtsprechung der ersten Instanz wurde durch die Ämter bzw. Standesherren vorgenommen und somit war für Albach das „Patrimonialgericht der Freiherren zu Buseck“ in Großen-Buseck zuständig. Nach der Gründung des Großherzogtums Hessen 1806 wurden die Aufgaben der ersten Instanz 1821 im Rahmen der Trennung von Rechtsprechung und Verwaltung auf die neu geschaffenen Land- bzw. Stadtgerichte übertragen, aber erst ab 1827 wurde die Patrimonialgerichtsbarkeit durch das „Landgericht Gießen“ im Namen der Freiherren ausgeübt. Erst infolge der Märzrevolution 1848 wurden mit dem „Gesetz über die Verhältnisse der Standesherren und adeligen Gerichtsherren“ vom 15. April 1848 die standesherrlichen Sonderrechte endgültig aufgehoben.
Anlässlich der Einführung des Gerichtsverfassungsgesetzes am 1. Oktober 1879 wurden die bisherigen Land- und Stadtgerichte im Großherzogtum Hessen aufgehoben und durch Amtsgerichte an gleicher Stelle ersetzt, ebenso verfuhr man mit den als Obergerichten fungierenden Hofgerichten, deren Funktion nun die neu errichteten Landgerichte übernahmen. Die Bezirke des Stadt- und des Landgerichts Gießen wurden zusammengelegt und bildeten nun zusammen mit den vorher zum Landgericht Grünberg gehörigen Orten Allertshausen und Climbach den Bezirk des neu geschaffenen Amtsgerichts Gießen, welches seitdem zum Bezirk des als Obergericht neu errichteten Landgerichts Gießen gehört. Zwischen dem 1. Januar 1977 und 1. August 1979 trug das Gericht den Namen „Amtsgericht Lahn-Gießen“, der mit der Auflösung der Stadt Lahn wieder in „Amtsgericht Gießen“ umbenannt wurde.

## Bevölkerung
Einwohnerstruktur 2011
Nach den Erhebungen des Zensus 2011 lebten am Stichtag dem 9. Mai 2011 in Albach 1131 Einwohner. Darunter waren 54 (4,8 %) Ausländer. Nach dem Lebensalter waren 216 Einwohner unter 18 Jahren, 492 zwischen 18 und 49, 240 zwischen 50 und 64 und 186 Einwohner waren älter. Die Einwohner lebten in 459 Haushalten. Davon waren 102 Singlehaushalte, 138 Paare ohne Kinder und 168 Paare mit Kindern, sowie 42 Alleinerziehende und 9 Wohngemeinschaften. In 75 Haushalten lebten ausschließlich Senioren und in 336 Haushaltungen lebten keine Senioren.
Einwohnerentwicklung
| • 1577: | 33 Hausgesesse                                                                          |
| • 1630: | 7 zweispännige, 7 einspännige Ackerleute, 14 Einläuftige, 5 Witwen, 16 Vormundschaften. |
| • 1669: | 124 Seelen                                                                              |
| • 1742: | ein Geistlicher/Beamter, 42 Untertanen, 8 Junge Mannschaften, 2 Beisassen/Juden         |
| • 1806: | 271 Einwohner, 65 Häuser                                                                |
| • 1829: | 285 Einwohner, 60 Häuser                                                                |
| • 1867: | 323 Einwohner, 61 Häuser                                                                |

| Albach: Einwohnerzahlen von 1800 bis 2011 | Albach: Einwohnerzahlen von 1800 bis 2011 | Albach: Einwohnerzahlen von 1800 bis 2011 | Albach: Einwohnerzahlen von 1800 bis 2011 | Albach: Einwohnerzahlen von 1800 bis 2011 |
| --- | ----------------------------------------- | ----------------------------------------- | ----------------------------------------- | ----------------------------------------- |
| Jahr |                                           |                                           |                                           | Einwohner                                 |
| 1800 | 1800                                      |                                           | 253                                       | 253                                       |
| 1806 | 1806                                      |                                           | 271                                       | 271                                       |
| 1829 | 1829                                      |                                           | 285                                       | 285                                       |
| 1834 | 1834                                      |                                           | 303                                       | 303                                       |
| 1840 | 1840                                      |                                           | 318                                       | 318                                       |
| 1846 | 1846                                      |                                           | 343                                       | 343                                       |
| 1852 | 1852                                      |                                           | 329                                       | 329                                       |
| 1858 | 1858                                      |                                           | 323                                       | 323                                       |
| 1864 | 1864                                      |                                           | 326                                       | 326                                       |
| 1871 | 1871                                      |                                           | 358                                       | 358                                       |
| 1875 | 1875                                      |                                           | 363                                       | 363                                       |
| 1885 | 1885                                      |                                           | 368                                       | 368                                       |
| 1895 | 1895                                      |                                           | 369                                       | 369                                       |
| 1905 | 1905                                      |                                           | 361                                       | 361                                       |
| 1910 | 1910                                      |                                           | 378                                       | 378                                       |
| 1925 | 1925                                      |                                           | 354                                       | 354                                       |
| 1939 | 1939                                      |                                           | 379                                       | 379                                       |
| 1946 | 1946                                      |                                           | 524                                       | 524                                       |
| 1950 | 1950                                      |                                           | 513                                       | 513                                       |
| 1956 | 1956                                      |                                           | 509                                       | 509                                       |
| 1961 | 1961                                      |                                           | 496                                       | 496                                       |
| 1967 | 1967                                      |                                           | 560                                       | 560                                       |
| 1980 | 1980                                      |                                           | ?                                         | ?                                         |
| 1990 | 1990                                      |                                           | ?                                         | ?                                         |
| 2000 | 2000                                      |                                           | ?                                         | ?                                         |
| 2011 | 2011                                      |                                           | 1.131                                     | 1.131                                     |
| Datenquelle: Historisches Gemeindeverzeichnis für Hessen: Die Bevölkerung der Gemeinden 1834 bis 1967. Wiesbaden: Hessisches Statistisches Landesamt, 1968. Weitere Quellen: LAGIS; Zensus 2011 |                                           |                                           |                                           |                                           |

Historische Religionszugehörigkeit
| • 1830: | 284 evangelische, ein römisch-katholischer Einwohner                      |
| • 1895: | 367 evangelische Einwohner                                                |
| • 1961: | 455 evangelische (= 91,73 %), 40 römisch-katholische (= 8,06 %) Einwohner |

Historische Erwerbstätigkeit
| • 1961: | Erwerbspersonen: 113 Land- und Forstwirtschaft, 101 Produzierendes Gewerbe, 21 Handel, Verkehr und Nachrichtenübermittlung, 13 Dienstleistungen und Sonstiges. |